# Postbode

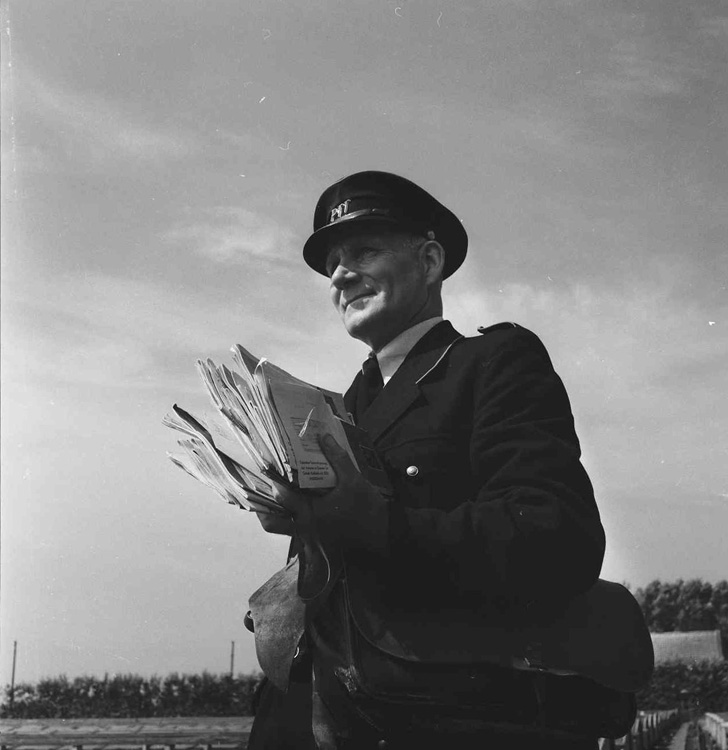
Een postbode, Paulus Johannus Meijer uit Amsterdam op zijn ronde in 1954

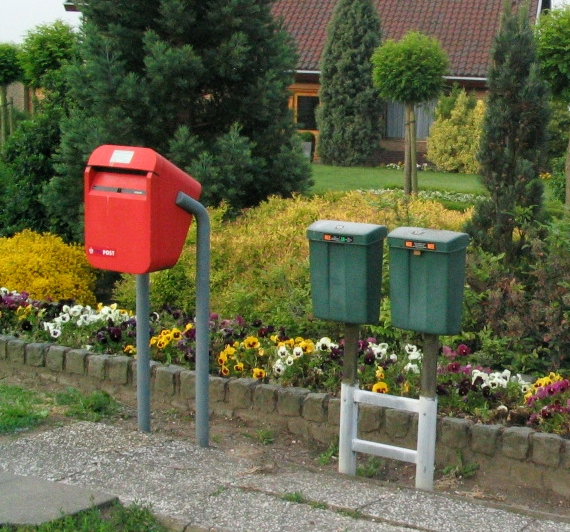
Nederlandse brievenbussen voor inkomende (rechts) en uitgaande (links) post

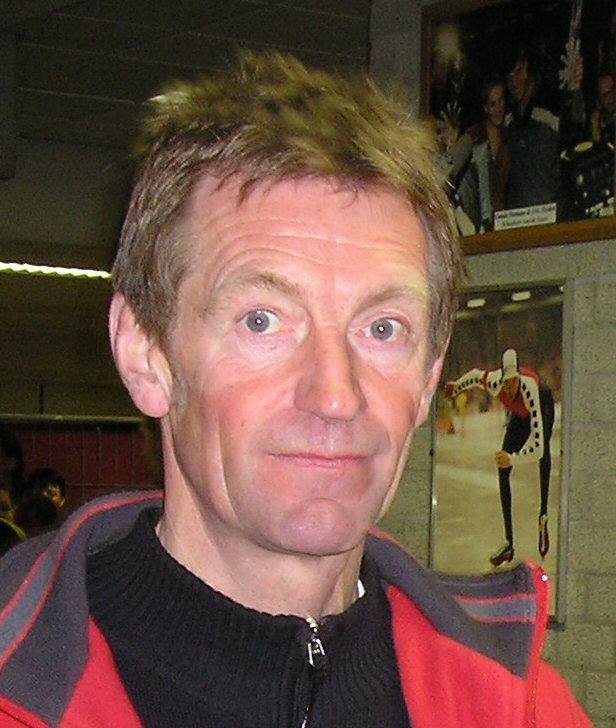
Postbode Piet Kleine

Een postbode, postbezorger of brievenbesteller is iemand die de laatste handelingen uitvoert van de postbezorging, namelijk het daadwerkelijk afleveren oftewel "bestellen", van de post, in de brievenbus, of soms in handen, van de geadresseerde. Eventueel kan een postbode ook post voorsorteren. 

## Nederland
In Nederland besloot het geprivatiseerde postbedrijf TNT Post in 2010 te stoppen met het werken met professionele brievenbestellers in vaste dienst, dit is later gedeeltelijk teruggedraaid. 
De postbode deed zijn of haar werk vele jaren in dienst van het staatsbedrijf der PTT. Na de privatisering verwerkte TNT Post de brieven met, in 2003, circa 42.000 postbodes in vaste dienst en zaterdagmedewerkers. In de toenmalige zes Sorteercentra Brieven van TNT Post werkten zo'n 7.500 mensen.
Vanaf 2005 werkte TNT Post met machines die de post al op huisnummer konden sorteren, de zogenaamde HSM of huisnummersorteermachine. Bestelkantoren die niet over dergelijke machines beschikten kregen de post vanuit een andere vestiging gesorteerd aangeleverd.
Het takenpakket van de postbode werd in de 21e eeuw steeds verder verkleind, TNT Post maakte na 2010 alleen nog gebruik van deeltijdwerkers, met als functienaam 'postbezorger'. Voormalige postbodes bereidden de diensten voor hen voor. Pakketten werden door freelance pakkettenbezorgers met eigen vervoer bezorgd. Dit opdelen van de functie in verschillende onderdelen zorgde er in Nederland voor dat de authentieke postbode voorgoed uit het servicepakket van de voormalige PTT verdween. De traditionele postbode was een man die veertig uur per week werkte, en vaak kostwinner was voor een gezin. De tegenwoordige postbezorger is een parttimer. Een deel van de pakketbezorging (die niet door de brievenbus passen) werd in het najaar van 2004 al niet meer door postbodes en postbezorgers op de fiets of brommer bezorgd.
In juni 2010 maakte TNT Post, die na de privatisering de taken van het staatsbedrijf der PTT tot dan toe voortzette, bekend dat de functie postbode zou worden opgeheven. 11.000 mensen zouden daardoor hun baan verliezen. In februari 2013 maakte PostNL, de opvolger van TNT Post, bekend dat de meeste postbodes hun baan zouden blijven behouden. Dit besluit kwam na verschillende klachten over de kwaliteit van de bezorging en onvoldoende begeleiding van de nieuwe werknemers door ervaren krachten. 

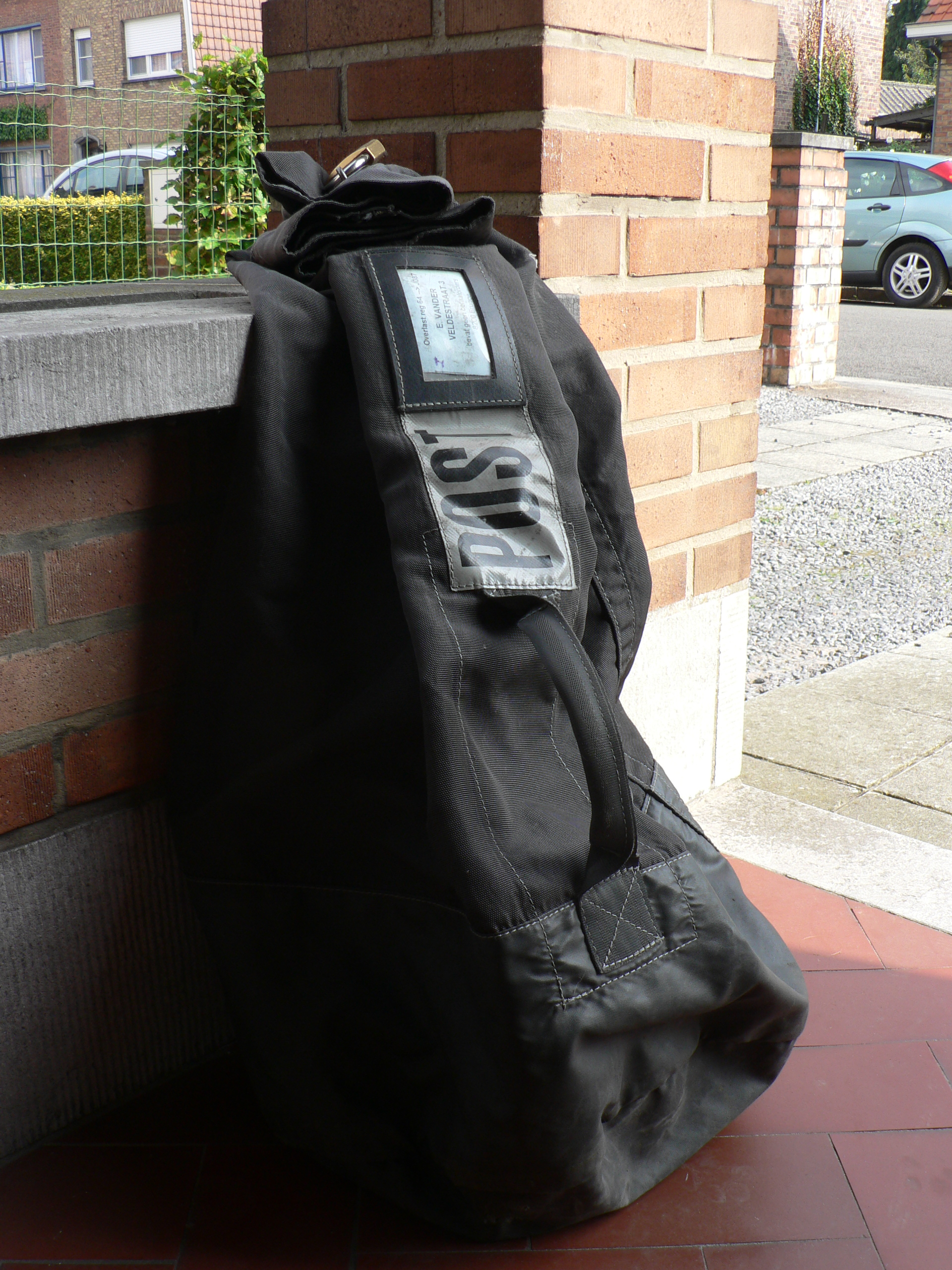
Bpost-postzakken worden met bestelwagens rondgebracht naar verdeelpunten (bijvoorbeeld een afdak van een woning), een magazijn van een winkel en dergelijke, waar de postbode ze oppikt en de post bedeelt per fiets

## België
In België staan zo'n 28.747 medewerkers van bpost (tot 2010 De Post) in voor de postverwerking, waarvan ongeveer 10.000 postbodes.
Naast de bestelling van brieven, voeren de postbodes nog enkele andere taken uit, waaronder de contante uitbetaling van pensioenen aan huis.
Vooral in de Vlaamse dialecten wordt een postbode ook aangeduid met het Franse woord facteur.

## In Nederland bekende postbodes
- Michel Adam (werd bekend als voetballer)[4]
- Berry van Aerle (werd bekend als voetballer)
- Raymond van Barneveld (werd bekend als darter)
- Dirk Bracke (schrijver)
- Pierre Cnoops (buuttereedner)
- Erik de Jong (werd bekend als eenmansband onder de naam Spinvis, inmiddels oud-postbode)
- Danny Koevermans (werd bekend als voetballer)
- Piet Kleine (werd bekend als schaatser)
- Jan Nyssen was postbode (1977-1997) in Luik (België) en werd later hoogleraar geografie
- Max Werner (werd bekend als zanger van de Nederlandse groep Kayak)

### Fictieve postbodes
- Gerrit de Postduif in De Fabeltjeskrant
- Paulus Post (Ab Hofstee) in Oebele
- Hein Gatje (Aart Staartjes) in J.J. De Bom voorheen De Kindervriend
- Postbode Siemen in de televisieserie Zaai
- Pieter Post in de gelijknamige animatieserie
- Pietje Puk in de gelijknamige kinderboeken van Henri Arnoldus
- Anton Gleuf in Ko de Boswachtershow
- Kabouter Lui in Kabouter Plop